# Capnioneura caucasica
Capnioneura caucasica är en bäcksländeart som beskrevs av Zhiltzova 1964. Capnioneura caucasica ingår i släktet Capnioneura och familjen småbäcksländor. Inga underarter finns listade i Catalogue of Life.